# Bombus pauloensis
Bombus pauloensis (saknar svenskt namn) är en insekt i överfamiljen bin (Apoidea) och släktet humlor (Bombus) som lever i Sydamerika. I tropiska områden är deras bokolonier fleråriga.

## Beskrivning
Bombus pauloensis är en stor, helsvart humla med lång tunga.

## Taxonomi
Artens taxonomi har alltid varit omstridd. Den har placerats i både undersläktet Thoracobombus och Fervidobombus. 
Tidigare kallades arten ofta Bombus atratus, men åsikten att det namnet är en homonym (det vill säga ett senare tilldelat namn), och att arten egentligen bör kallas Bombus pauloensis har förts fram och vunnit allmänt gillande.

## Ekologi
Boet, som kan vara beläget allt från just under markytan till högt uppe i trädkronorna kan ha flera ingångar, även om en är det vanligaste. Bon i tropiska områden är fleråriga och växlar mellan cykler med en drottning och sådana med flera. Bon i tempererade områden har dock bara en drottning och är ettåriga. Bona kan bli mycket stora och innehålla upp till 1 000 individer. Arbetarna i så stora bon kan bli mycket aggressiva. Förutom att drottningar avlöser varandra, förekommer det i fleråriga samhällen att nya bon bildas genom svärmning, precis som hos honungsbina.
Humlan lever i biotoper som ängar och eucalyptusskogar, och i både låglänta och höglänta områden från 150 till 3 500 m. I de höglänta områdena är klimatet tempererat, nästan alpint.
Arten är polylektisk, den besöker ett flertal blommande växter från olika familjer, som korgblommiga växter, ärtväxter som rödklöver och vitklöver, medinillaväxter, verbenaväxter samt potatisväxter (bland annat spanskpeppar och naranjilla).

### Fortplantning och uppfödning
Hanarna lämnar boet vid mellan 3 och 8 dygns ålder för att aldrig återvända. Under parningsflykten fångar hanen drottningen och flyger ner med henne till marken, en gren eller något annat underlag. I samband med själva parningen måste hon emellertid medverka genom att sträcka ut gadden för att hanen skall kunna penetrera henne. Boet kläs ofta med gräs. Arten är en så kallad pocket maker; den har inget centralt förråd av pollen, det pollen de vuxna bina behöver för eget bruk äter de direkt, utan sparar larvernas pollen i en individuell ficka på varje larvcell.

## Utbredning
Arten lever i större delen av Sydamerika från Colombia, Ecuador och Brasilien till mellersta Argentina.